# Kusarčaj
Kusarčaj ili Gusarčaj (Azerski jezik: Qusarçay, lezginski: Кцӏар вацI, rus. Кусарчай, Гусарчай) je rijeka u Azerbajdžanu. Duga je 113 km. Površina porječja iznosi 694 km2. Izvire na Bazardjuzju i Šahdagu na visini od 3780 metara. Nastaje spajanjem rijeka Šahnabad i Sihur. Sveukupno ima 44 pritoka. Ulijeva se u Kaspijsko jezero na visini od -28 metara. Prolazi kroz mjesto Kusar te Kusarsku ravnicu.

## Vanjske poveznice
|  | Zajednički poslužitelj ima još gradiva o temi Kusarčaj |